# Cappella della Madonna del Pino
La cappella della Madonna del Pino è una cappella ubicata ad Amalfi, nella frazione di Pogerola.

## Storia
A causa della mancanza di notizie storiche, non si conosce con esattezza la data di edificazione della cappella che si suppone sia stata realizzata tra il XVII e il XVIII secolo. Nel corso del XVIII secolo venne posato il pavimento in maiolica, mentre durante il XX secolo ha subito alcuni restauri.

## Descrizione
La cappella si trova nella località di Corte Antonelli, poco distante dal centro di Pogerola; la denominazione inoltre potrebbe essere del "piro" ossia del pero poiché nella zona erano coltivati alberi di pero e melo. La facciata è a capanna con un unico portale d'ingresso centrale sormontato da una lunetta che funge da finestra. Internamente è a navata unica a pianta rettangolare con volta a botte estradossata; sulla parete di fondo è posto l'altare in muratura e il dipinto raffigurante la Madonna del Rosario tra San Domenico, Santa Caterina da Siena e altri santi. L'intera aula è intonacata per lo più in rosa e bianca e resti di pitture più antiche mentre la pavimentazione è a maioliche disposte in forme geometriche.